# Zongzi

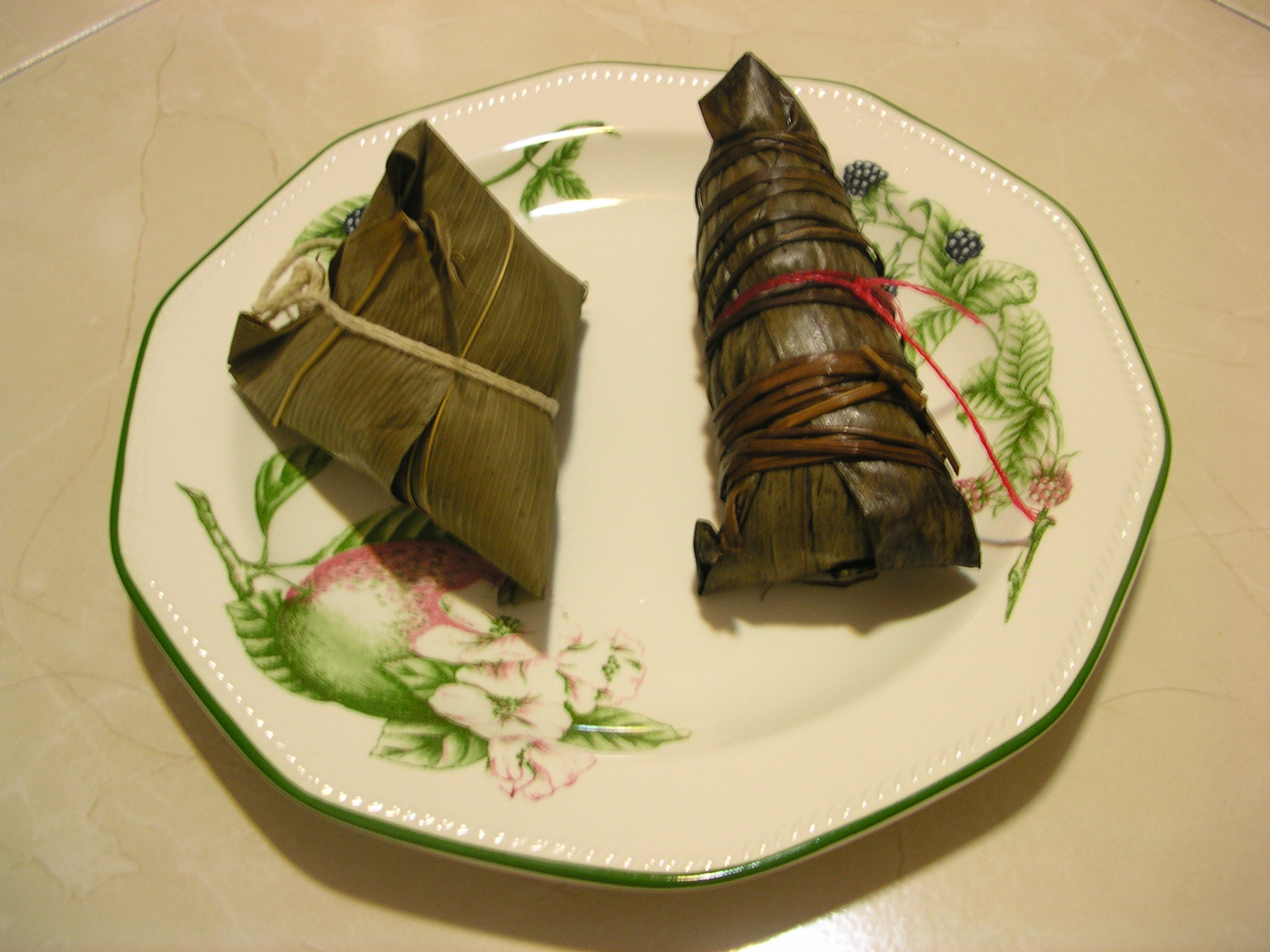
Recheios de arroz denominado Zong(粽) ou Zongzi(粽子).

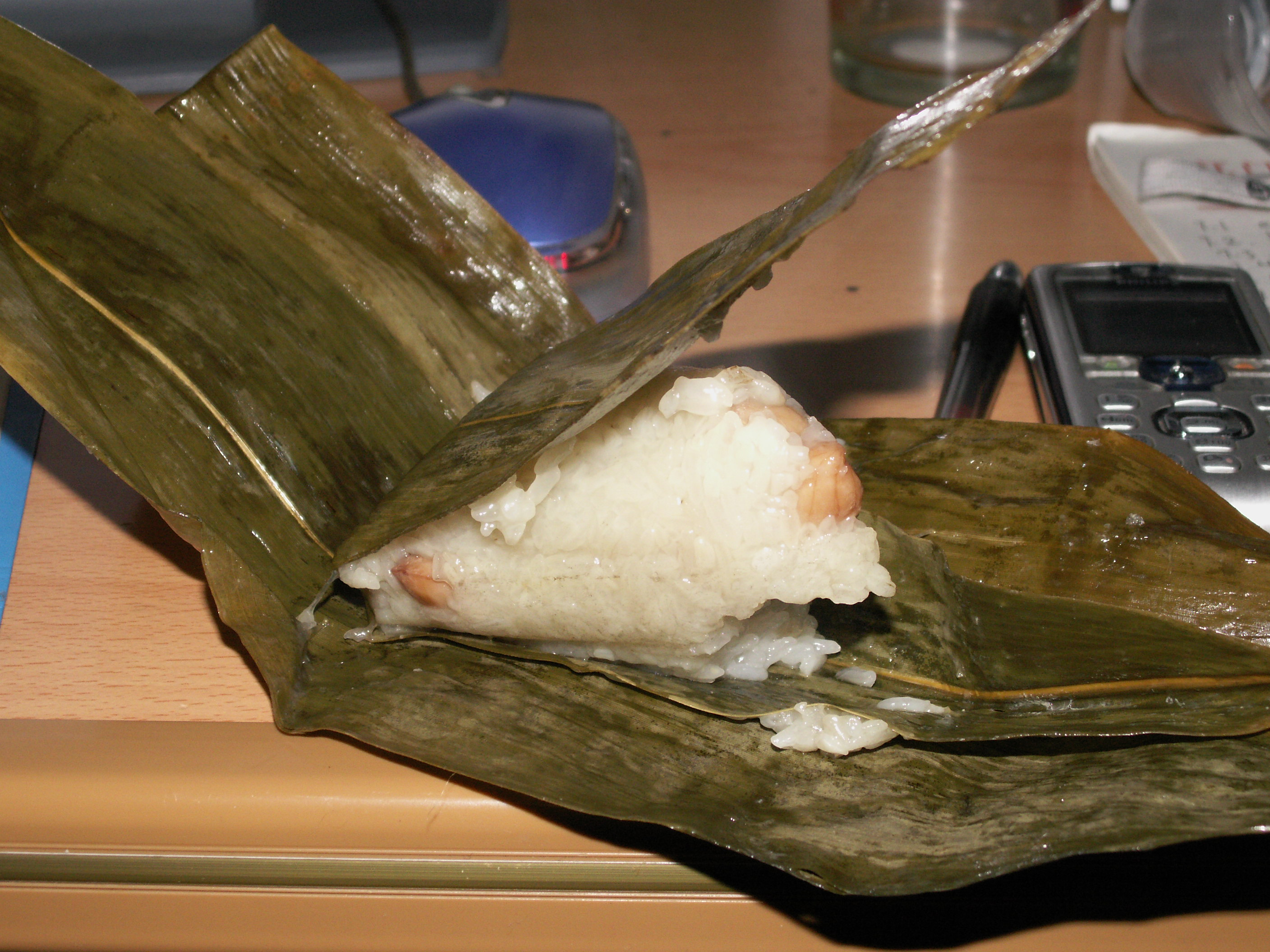
Zongzi aberto mostrando o arroz cozido.

Zong, zongzi (Chinese: 粽子), ou recheios de arroz é um prato típico da cozinha tradicional chinesa elaborado com arroz glutinoso cozido de tal forma que tenha diferentes recheios, sendo enrolado em folhas de bambu. Costumam cozinhar-se ao vapor ou fervendo. Os habitantes do Laos, os tailandeses, os cambojanos e os vietnamitas têm pratos similares influenciados pelo zongzi.

## Origens
O Zongzi é servido tradicionalmente durante o Festival do barco dragão (mandarim: Duanwu; cantonês: Tuen Ng) que é realizado no quinto dia da quinta lua do calendário chinês (aproximadamente no intervalo que vai desde inícios até meados de junho), comemorando a morte de Qu Yuan, um famoso poeta chinês do reino de Chu que viveu durante a época dos Reinos Combatentes. Conhecido pelo seu patriotismo, Qu Yuan tentou de forma pouco satisfatória proteger o seu rei contra o expansionismo dos seus vizinhos Qin. Quando o general Bai Qi da dinastia Qin tomou Yingdu, a capital Chu, em 278 a.C., Qu Yuan mandou deitar o poeta ao rio Miluo por causa do lamento de Ying. De acordo com a lenda, o povo atirou os seus recheios de arroz ao rio para evitar que os peixes devorassem o corpo do poeta. Outra versão diz que os recheios de arroz foram deitados ao rio para aplacar a fúria do dragão que vivia no rio.

## Características
A forma do zongzi varia desde uma espécie de tetraedro até um cilindro. Para enrolar um zongzi corretamente, é necessária certa habilidade, que passa de forma tradicional entre gerações e famílias, tal como as receitas. Como os tamales elaborados no México, o zongzi- é feito tradicionalmente como evento familiar, com todos a ajudar no seu fabrico, mas hoje tal é menos comum. Enquanto o zongzi chinês tradicional é envolvido em folhas de bambu, as folhas de lótus, milho, banana, canna, gengibre-concha (falso-cardamomo) ou de pandan, são todas usadas como substitutos das folhas de bambu noutras culturas. Embora se deva ter em conta que cada tipo de folha dê ao arroz cozido nela um único e distintivo sabor.
Os recheios usados no zongzi variam entre regiões, mas o arroz usado é sempre arroz glutinoso (denominado também 'pegajoso'). Dependendo da região, o arroz pode ser mais ou menos ligeiro e pode ser pré-cozinhado por stir-frying o demolhado antes de ser usado.